# V̐
Cette page contient des caractères spéciaux ou non latins. S’ils s’affichent mal (▯, ?, etc.), consultez la page d’aide Unicode.
V̐ (minuscule : V̐), appelée V tchandrabindou est une lettre diacritée qui est utilisée dans certaines romanisations du sanskrit, comme la translittération de Müller.
Elle est composée de la lettre V diacritée d’un tchandrabindou.

## Représentation informatique
Le V tchandrabindou peut être représenté avec les caractères Unicode suivants :
- décomposé (latin de base, diacritiques) :

| formes    | représentations | chaînes de caractères | points de code | descriptions                                         |
| --------- | --------------- | --------------------- | -------------- | ---------------------------------------------------- |
| capitale  | V̐               | V◌̐                    | U+0056 U+0310  | lettre majuscule latine v diacritique tchandrabindou |
| minuscule | v̐               | v◌̐                    | U+0076 U+0310  | lettre minuscule latine v diacritique tchandrabindou |

## Sources
- Max Müller, A Sanskrit Grammar for Beginners in Devanâgarî and Roman Letters throughout, « Handbooks for the Study of Sanskrit », Londres : Longmans, Gree, and co., 1866.